# Fernán Pérez de Guzmán
Fernán Perez de Guzmán, noto anche come Hernán Perez de Guzmán (Batres, 1377/79 – Batres, 1460), è stato un poeta e biografo spagnolo.

## Biografia
Signore di Batres, nipote del cancelliere Pero López de Ayala e zio di don Íñigo López de Mendoza, marchese di Santillana, fu figlio di don Pedro Suárez di Guzmán e di Donna Elvira di Ayala. Ambasciatore in Aragona al tempo di Enrico III, partecipò alla battaglia de la Higuerula, durante la quale salvò la vita a Pero Meléndez de Valdés, capitano dell'esercito personale del signore di Hita. Fernán Pérez fu molto amico del vescovo di Burgos, il grande umanista spagnolo di origini ebraiche Alfonso de Cartagena, con il quale aveva in comune un grande interesse per la filosofia stoica di Seneca e alla cui morte dedicò una commovente elegia funebre, le Coplas a la muerte del obispo de Burgos. Essendo parente dell'arcivescovo di Toledo, don Gutierre Gómez, fervido sostenitore dei principi di Aragona, seguì López Dávalos e Fernando de Antequera, e cadde in disgrazia presso Giovanni II, scontando la prigionia, dalla quale uscì per ritirarsi nel suo feudo di Batres a 56 anni per dedicarsi appieno alla lettura e allo studio, uscendovi poche volte nel resto della sua vita. Morì ad 82 anni di età.

## Opere

### Tra medioevo e umanesimo

#### Una prosa proto-umanistica
Per Marcelino Menéndez y Pelayo è il primo scrittore in prosa del XV secolo, poiché la sua scrittura è caratterizzata dalla scomparsa di una cattiva retorica, è aliena dalle pedanterie, si allinea perfettamente al discorso e al concetto; è già una prosa perfettamente equilibrata e tendente al classicismo umanista.
Come psicologo è molto penetrante, un grande analista e osservatore della natura morale ed uno storico imparziale. La sua opera principale è Generaciones y semblanzas, una collezione di trentacinque ritratti biografici dei cortigiani più importanti del suo tempo, terza parte distaccata da un'opera molto più estesa, il Mar de historias (Valladolid, 1512; ristampato poi a Siviglia nel 1527 e nel 1542, e poi a Valencia nel 1531), una versione in prosa del Mare historiarum di Giovanni Colonna. Questo è diviso in tre parti: la prima, è una collezione di ritratti di imperatori e principi; la seconda racchiude ritratti di saggi e santi; e la terza, già commentata precedentemente e l'unica realizzata integralmente da Fernán, sembianze e gesta dei re Enrico III, Giovanni II e "i venerabili prelati e nobili cavalieri che ci nei tempi di questi nobili re", la maggior parte dei quali conobbe di persona. L'opera comincia con un prologo sopra la verosimiglianza nella storiografia. D'altra parte, s'incaricò di tradurre le Epistole morali di Seneca e le opere di Sallustio.

#### La lirica cortese e morale
La sua poesia è molto diversa dalla prosa e si rifà completamente alla lirica trobadorica, al tema amoroso (Decir a Leonor de los Paños, Decir que fizo a su amiga); a quello morale (Requesta fecha al magnífico Marqués de Santillana e Coplas de vicios e virtudes) che inserisce elementi popolari; Coplas a la muerte del obispo de Burgos, dedicato al suo amico Alfonso de Cartagena; e quello didattico (Loores a los claros varones de España), lirica ricca di concetti e poco originale dal sapore greco-latino, come era d'uso al suo tempo. Sembra che la lirica amorosa sia anteriore al suo bando e alla sua vita a corte, e quella didattico-morale invece riguardi l'ultima fase della sua vita. Si trovano sue opere nel Cancionero de Baena. Spicca su tutto il suo poema Que las virtudes son buenas de invocar e malas de platicar, perché in tale componimento Pérez de Guzmán prescinde dalle fioriture delle liriche trobadoriche e adotta la stessa linea espositiva della sua prosa. La Floresta de los philosophos è una collezione di sentenze di autori classici, estratti per la maggior parte da Seneca, ed è rimasta inedita fino al 1904.

#### Influssi danteschi
Pérez de Guzmán non fu soltanto legato alla tradizione classicista e iberica, ma anche a quella lirica italiana del XIV secolo. Nella sua biblioteca di Batres, infatti, in un manoscritto conservato ora a Toledo, si trovano opere di Dante, Petrarca e Boccaccio. In particolare, il dotto castigliano ricavò dalla Commedia e dalla produzione dantesca molto materiale per la sua produzione didattico-morale, rimanendo impressionato e colpito da quello che lui definì: «la flor de los florentinos / dulçe poeta vulgar», cioè «il fiore dei fiorentini, dolce poeta volgare». Per il legame che Pérez de Guzmán instaurò con l'opera di Dante, si può definirlo uno dei primi poeti importatori del dantismo in Spagna.